# 海伦·斯凯尔斯

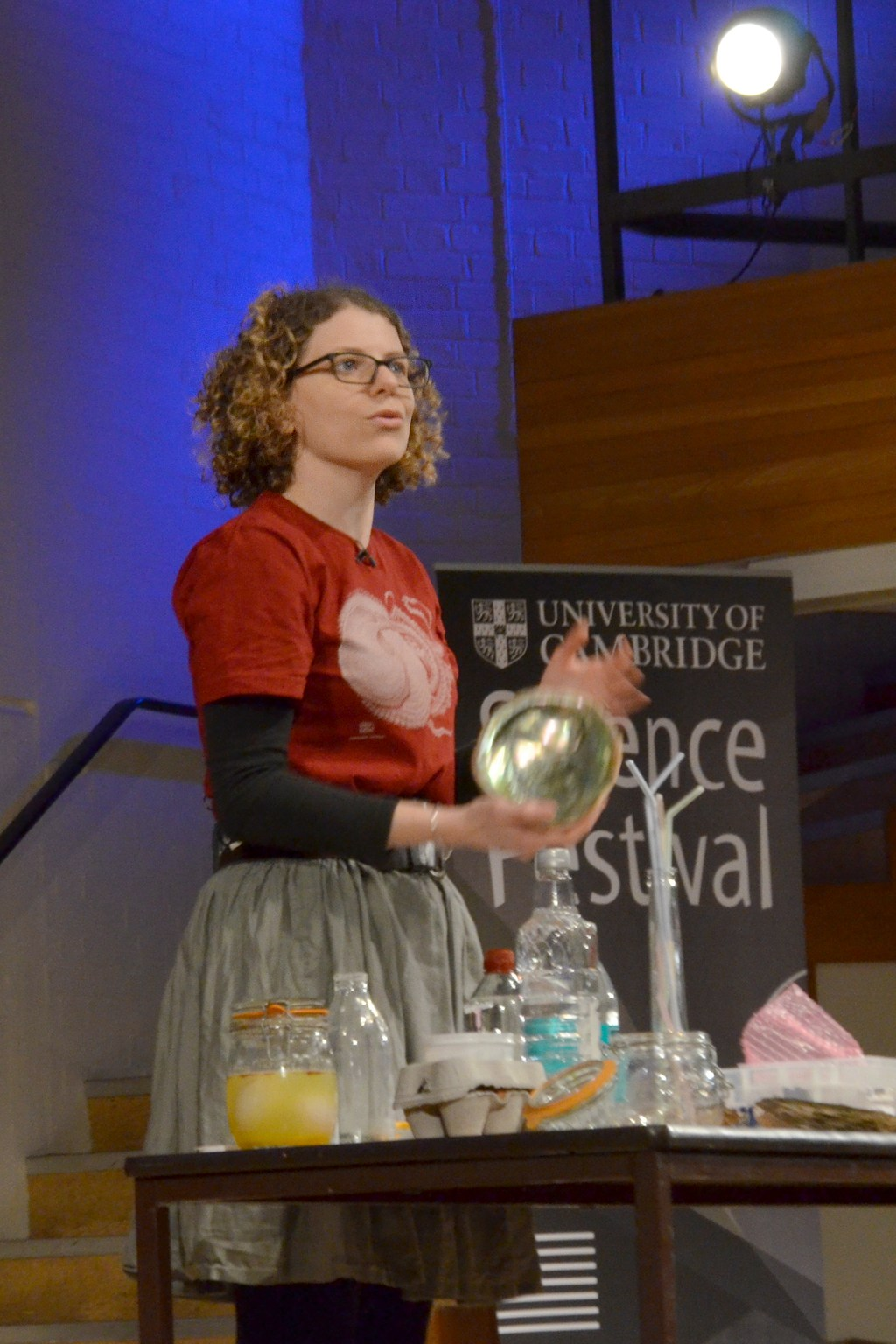
2015年的海伦·斯凯尔斯

海伦·斯凯尔斯（英語：Helen Scales）是一位英国海洋生物学家、播客和作家，主要的科普作品有《章鱼》（Octopuses）、《鱼的好奇心：关于生命、海洋及一切》（Eye of the Shoal: A Fishwatcher's Guide to Life, the Ocean and Everything）、《11次奇妙自然探索之旅》（11 Explorations into Life on Earth）、《时间的螺旋：贝壳里的人类史》（Spirals in Time: the secret life and curious afterlife of seashells）等。